# Давыдов, Иван Александрович
Иван Александрович Давыдов (1916—1999) — советский хоккеист с мячом, двукратный чемпион СССР, заслуженный тренер СССР (1975).

## Карьера
Родился в Москве, где и начал играть в хоккей с мячом в команде «Буревестник». Играл в нескольких клубах Москвы и в Казани. Несколько раз становился призёром чемпионата СССР и дважды — чемпионом.

## Достижения в качестве игрока
- Чемпион СССР 1951, 1952 годов.
- Серебряный призёр чемпионата СССР 1950, 1954 годов.
- Обладатель Кубка СССР 1950, 1951, 1952, 1953, 1954 годов.
- Финалист Кубка СССР 1940, 1941 годов (в составе «Буревестник» Москва).
- Чемпион Москвы 1950, 1951, 1952, 1953 годов.
- Обладатель Кубка Москвы 1950, 1951, 1952, 1953 годов.
- В 1950 году был включён в список 22 лучших игроков сезона.

## Тренерская карьера
Под занавес игровой карьеры был капитаном, играющим тренером московское «Динамо», а с 1952 года стал главным тренером. Под руководством Давыдова «Динамо» стало серебряным призёром чемпионата СССР 1954 года, обладателем Кубка СССР 1953, 1954 годов, чемпионом Москвы 1953 года, обладателем Кубка Москвы 1953 года.
В 1956—1967 годах тренер футбольной и хоккейной команды «Динамо» (Москва). В 1967—1987 — старший тренер СДЮШОР «Динамо» по хоккею с мячом.
В 1968—1978 годах — старший тренер юниорской сборной, которая стала чемпионом мира в 1970, 1974 и 1976 годах и вице-чемпионом в 1972 и 1978 годах.